# 孔傳鐸
孔傳鐸（1674年2月5日—1735年5月15日），字振路，號牖民。孔子第六十八代孫，衍聖公孔毓圻嫡長子，生於康熙十二年十二月三日（1674年2月5日）寅時:11-12。歷史記載其「好讀書，通禮樂、工詩詞，精研理學；博求律呂之書，深於樂理」。
康熙年間賜二品冠服。雍正元年（1723年）襲封衍聖公。次年清世宗幸學，召孔傳鐸陪祀；六月孔廟火災，率族人素服哭三日。清世宗派人祭告，傳旨慰問，撥款重建。八年（1730年），孔廟重建竣工。九年（1731年），世宗又命修繕孔林，工程於次年完成。復開館，輯《闕里盛典》。著有《安懷堂文集》、《申椒集》、《盟鷗集》等書，計18種，105卷。雍正九年（1731年），孔傳鐸因病將衍聖公傳給長孫孔廣棨繼承，之後在雍正十三年（1735）四月二十三日卯時過世，享壽六十三歲:11-12。
　

## 家庭
- 父：孔毓圻（1657年—1723年），康熙七年（1668年）承襲衍聖公。
- 母：張氏（1654年—1679年），淶水人，兵部尚書、都察院右副都御史張鉉錫長女。[註 1]
  - 元配：王氏（1672年—1692年），宛平人，保和殿大學士兼禮部尚書王熙第四女、禮部尚書王崇簡孫女。[註 2]
  - 繼配：李玉（1675年—1714年），壽光人，刑部右侍郎李迥第六女。[註 3][1]:12-13
    - 嫡長子：孔繼濩（1697年—1719年），早逝未襲封，後追贈衍聖公。
    - 長媳：王氏（1692年—1752年），宛平人，刑部郎中王克昌第三女、王熙孫女；誥封衍聖公太夫人。[註 4]
      - 長孫：孔廣棨（1713年—1743年），雍正九年（1731年）承襲衍聖公。
      - 孫子：孔廣柞（1719年—1776年），字京修、號省山，正一品廕生。有二子三女。[註 5][1]:世澤堂
      - 孫女：孔貞慧，嫁給鎮江府溧陽縣人史奕昂（太子太保文淵閣大學士兼吏部尚書史貽直次子）
      - 孫女：孔貞秀，嫁給浙江海寧縣人，候選州同陳克光（文淵閣大學士兼工部尚書陳世倌次子）

    - 次子：孔繼溥（1703年—1767年），字體恆、號匏庵，襲翰林院五經博士；有一子一女。[註 6][1]:繩啟堂
    - 長女：孔淑靜，嫁給華亭人、候補主事王圖壽（武英殿大學士兼工部尚書王頊齡第六子）

  - 繼配：徐昭（1699年—1784年），浙江德清縣人，禮部侍郎銜翰林院侍讀徐倬孫女、工部尚書徐元正第三女。
    - 三子：孔繼泂（1718年—1770年），字體之、號滄亭，廕生、誥授中憲大夫；有六子四女。[註 7][1]:崇本堂
    - 四子：孔繼汾（1725年—1786年），字體儀、號止堂，乾隆丁卯科（1747年）舉人；內閣中書軍機處行走、戶部廣西司主事。有七子六女；次子是孔廣森。[1]:敦本堂
    - 五子：孔繼涑（1726年—1791年），字體實、號信夫，乾隆戊子科（1768年）舉人，候補內閣中書。無子女，以孔繼汾第七子孔廣廉為嗣。[1]:於此堂

  - 側室：陳氏
    - 六子：孔繼澍（1728年—1756年），字體霖、號咸霑，襲翰林院五經博士；有二子二女。[1]:克荷堂

  - 庶女：
    - 次女：孔淑瑜，嫁給候選光祿寺典簿王則曾（刑部郎中王克昌第九子）。
    - 三女：孔淑瓊，嫁給順天府大興縣人、山西寧武府知府薄岱福（翰林院侍讀學士薄有德次子）。
    - 四女：孔氏，嫁給汝寧府上蔡縣人、二品廕生程有為；他是吏部侍郎程元章次子。

## 孔傳鐸詩選

### 《泮水》
魯侯到今日，不知幾千年。宗社凡幾易，城郭亦幾遷。
如何一曲水，獨在城南偏。昔人采芹藻，今人來種蓮。
相彼蓮與芹，同一水上鮮。披襟歌魯頌，物色固依然。
千乘時戾止，車馬何駢闐。嘉彼德音昭，因之遺澤傳。
咄哉靈光殿，漠漠生荒煙。

### 《重刊先世北海集有述》
曹瞞柄漢政，劉氏頹三綱。豈無名流士，大雅皆淪亡。
遐哉管幼安，皂帽去遼陽。咄嗟華子魚，末節何倡狂。
其餘建安子，仁義志久荒。草檄愈頭風，借面以弔喪。
碌碌何足數，誰為聲價昂。列祖北海公，風厲不可當。
矯世敦古道，獨論盛孝章。觀其友禰生，抱負豈尋常。
裸衣罵廣座，撾鼓聲悲涼。非公孰具眼，彼此相激揚。
瞞也狐鼠儔，公真威鳳翔。當其未遇害，漢祚固無傷。
曹孔不兩立，薰蕕互相妨。惜呼時不遇，盡室竟罹殃。
太阿雖屈折，不失為至剛。三複此遺編，使我增慨慷。
斯文在異姓，固當為表彰。況乃先世賢，遺琴猶在堂。
梓之附家乘，用戒永珍藏。

### 《望繹山》
薄暮驅車過魯台，鳧山青遠繹山來。地余碑勒秦皇篆，天借桐為禹貢材。
萬石玲瓏堆洞壑，一松夭矯讬雲雷。無由駐馬探奇勝，滿眼征塵首重回。

## 附註
1. ↑  「夫人張氏，宛平人，總督直隸山東河南軍務兵部尚書都察院右副都御史鉉錫長女。順治十一年二月十二日戌時生，康熙十八年十一月初三日戌時卒，年二十六。」
2. ↑  「夫人王氏，宛平人，禮部尚書崇簡孫女、保和殿大學士兼禮部尚書熙第四女。康熙十年十二月二十五日子時生，三十一年十月三十日丑時卒，年二十二。」
3. ↑  「繼配李氏，諱玉，壽光人，刑部右侍郎迥第六女。康熙十四年正月初一日午時生，五十三年九月二十七日丑時卒，年四十。徐氏，諱昭，德清人，禮部侍郎銜翰林院侍讀倬孫女、工部尚書元正第三女。康熙三十七年十二月初十日酉時生，乾隆四十九年七月十八日酉時卒，年八十七。子六：繼濩、繼溥，李夫人出；繼泂、繼汾、繼涑，徐夫人出；繼澍，庶出。女四：淑靜，適武英殿大學士兼兼工部尚書王頊齡第六子候補主事圖壽，李夫人出。淑瑜，適刑部郎中宛平王克昌第九子候選光祿寺典簿則曾；淑瓊，適翰林院侍讀大興薄有得次子山西寧武知府岱福。適吏部侍郎上蔡程元章次子二品廕生有為。竝庶出」
4. ↑  「夫人王氏，宛平人，刑部郎中王克昌第三女；誥封衍聖公太夫人。康熙三十一年九月十九日子時生，乾隆十六年十二月初六日戌時卒，年六十。子二：廣棨、廣柞。女二：貞慧，適太子太保文淵閣大學士兼吏部尚書溧陽史貽直次子三品卿銜奕昂。貞秀，文淵閣大學士兼工部尚書海寧陳世倌次子候選州同克光」
5. ↑  「廣柞，字京修、號省山，正一品廕生。康熙五十八年三月十五日生，乾隆四十一年三月初六日卒，年五十八。……子二：昭烜、昭煦。女三」
6. ↑  「繼溥，字體恆、號匏庵，襲翰林院五經博士。康熙四十二年十一月初七日生，乾隆三十二年二月初五日卒，年六十五」
7. ↑  「繼泂，字體之、號滄亭，廕生、直隸分巡大順廣兵備道，誥授中憲大夫。康熙五十七年五月二十六日生，乾隆三十五年閏五月二十四日卒，年五十三」

## 延伸阅读
[在维基数据编辑]
 《清史稿·卷483》，出自趙爾巽《清史稿》
 在维基共享资源阅览影像